# Gare de Javel
Gare de Javel jest to stacja położona w Paryżu. Obecnie stanowi jedną ze stacji linii C, paryskiej kolejki regionalnej, RER.
Budynek stacji został zbudowany na wystawę światową, która odbyła się Paryżu w 1889 roku. Konstrukcja budynku została zbudowana z metalu oraz ozdobiona elementami murowanymi. Budynek stacji przeszedł gruntowną renowację w 1895 roku.
Stacja znajduje się w 15 okręgu Paryża, a najbliższą stacją paryskiego metra jest Javel - André Citroën
Gare de Javel posiada dwa perony kolejowe obsługujące linię C RERu.